# Sörbygdens landskommun
Sörbygdens landskommun var en tidigare kommun i dåvarande Göteborgs och Bohus län.

## Administrativ historik
Kommunen bildades som så kallad storkommun vid kommunreformen 1952 genom sammanläggning av de tidigare kommunerna Hede, Krokstad och Sanne. Namnet togs från det tidigare Sörbygdens härad som omfattade samma kommuner.
År 1974 upphörde kommunen och dess område gick upp Munkedals kommun.
Kommunkoden var 1432.

### Kyrklig tillhörighet
I kyrkligt hänseende tillhörde kommunen församlingarna Hede, Krokstad och Sanne. Dessa församlingar gick samman 2006 att bilda Sörbygdens församling.

## Geografi
Sörbygdens landskommun omfattade den 1 januari 1952 en areal av 288,65 km², varav 271,79 km² land.

### Tätorter i kommunen 1960
I Sörbygdens landskommun fanns tätorten Hedekas, som hade 233 invånare den 1 november 1960. Tätortsgraden i kommunen var då 9,3 procent.

## Politik

### Mandatfördelning i valen 1950–70
| 3 | 14 | 7 | 11 |

| 34 |

| 5 | 13 | 6 | 11 |

| 33 |

| 5 | 14 | 5 | 11 |

| 32 |

| 7 | 14 | 6 | 8 |

| 31 |

| 5 | 16 | 5 | 9 |

| 32 |

| 5 | 15 | 6 | 9 |

| 32 |